# Aminata Traoré Bagayoko
Pour les articles homonymes, voir Traoré et Bagayoko.
Ne doit pas être confondu avec Bagayoko Aminata Traore.
Aminata Traoré Bagayoko, née le 17 août 1964 à San, est une femme politique malienne et militante des droits des femmes.

## Carrière
Née à San, au Mali, Aminata Traoré Bagayoko est une personnalité politique malienne connue pour sa défense des droits des femmes et son implication dans des projets de développement. Elle est titulaire d'une licence en droit et d'un diplôme d'ingénieur en développement local. Avec plus de 17 ans d'expérience dans la planification et la gestion de projets, elle possède une expertise en matière de planification stratégique, de développement organisationnel, d'analyse de genre, de droits de l'homme et de travail en parallèle. Membre fondateur de l'Association pour la promotion de la femme et de l'enfant au Mali (Aprofem), Aminata Traoré en a été la directrice exécutive pendant plus de dix ans avant de devenir présidente du conseil d'administration. L'implication d'Aminata Traoré dans les processus électoraux débute avec sa nomination en tant que présidente de la Commission électorale nationale indépendante (Ceni) pour les élections municipales de 2004. Elle en devient ensuite la principale coordinatrice pour la région de Koulikoro et représente les ambassades du Mali au Gabon, en République du Congo et en Angola lors des élections présidentielles et législatives de 2007. Au sein de la Ceni, elle a occupé les postes de deuxième questeur et de présidente de la sous-commission communication. En tant que candidate du parti Rassemblement pour le Mali (Rpm), la carrière politique d'Aminata Traoré atteint son apogée avec son élection aux élections législatives maliennes de 2013. Elle est élue députée à l'Assemblée nationale dans la circonscription de San avec 60,11% lors du 2e tour.
Elle se représente aux élections législatives maliennes de 2020, cependant, elle n'est pas réélue.